# Malik Obama
 (janvier 2021).
Si vous disposez d'ouvrages ou d'articles de référence ou si vous connaissez des sites web de qualité traitant du thème abordé ici, merci de compléter l'article en donnant les références utiles à sa vérifiabilité et en les liant à la section « Notes et références ».
Pour les articles homonymes, voir Obama (homonymie).
Malik Obama ou Abon’go Malik ‘’Roy’’ de son vrai nom Abon’go Malik Obama né en mars 1958 à Nairobi, au Kenya est un homme d’affaires et homme politique kényan-américain connu pour être le demi-frère aîné du 44e président des États-Unis Barack Obama et le fils de Barack Obama Sr.

## Biographie
Abon’go Malik "Roy" Obama est né et a grandi à Nairobi, au Kenya. Ses parents sont l'économiste Barack Obama Sr et sa première épouse Kezia Obama (née Aoko). Obama a obtenu un diplôme en comptabilité de l'Université de Nairobi. Il a rencontré son jeune demi-frère, Barack Obama, pour la première fois en 1985, lorsque Barack a volé de Chicago à Washington, DC pour rendre visite à Malik. Les deux ont chacun servi d'homme témoin au mariage de l'autre. Barack a emmené sa femme Michelle Obama au Kenya trois ans plus tard, revoyant Malik tout en rencontrant de nombreux autres parents pour la première fois. Malik Obama est musulman. Il est un citoyen naturalisé des États-Unis qui était inscrit pour voter dans le Maryland à partir de 2016.
Malik Obama vit dans la maison ancestrale des Obama, Nyang'oma Kogelo, un village de plusieurs centaines d'habitants, préférant sa lenteur à celle de la ville. Il dirige un petit magasin d'électronique à une demi-heure de route dans une autre ville. Bien qu'une grande partie de la famille Obama se soit dispersé à travers le Kenya et à l'étranger, la plupart y compris Malik considèrent toujours leur village rural sur les rives du lac Victoria comme leur véritable maison. Ils ont le sentiment que ceux qui ont quitté le village sont devenus culturellement « perdus ». Visiteur fréquent aux États-Unis et consultant à Washington, D.C. pendant plusieurs mois chaque année, Obama a la double nationalité au Kenya et aux États-Unis.

## Carrière politique et plaidoyer
Au cours de la campagne présidentielle de 2008 de son frère, Malik Obama était le porte-parole de la famille Obama élargie au Kenya. Il a traité des problèmes de sécurité et de confidentialité découlant de l'attention accrue de la presse.
Obama s'est porté candidat au poste de gouverneur du comté kényan de Siaya en 2013. Son slogan de campagne était "Obama ici, Obama là-bas" en référence à son demi-frère qui remplissait son deuxième mandat à la présidence des États-Unis. Malik a recueilli 2 792 voix, environ 140 000 voix derrière le vainqueur final.
Avant l'élection présidentielle américaine de 2016, Obama a déclaré qu'il soutenait Donald Trump, le candidat du Parti républicain. Il a assisté au troisième débat présidentiel en tant que l'un des invités de Trump.
Le 12 juin 2020, Malik aurait approuvé le président sortant des États-Unis, Donald Trump, et plus tard dans la semaine, il a publié un certificat de naissance faux et historiquement inexact d'Obama à l'appui des théories du complot de citoyenneté de Barack Obama. Le certificat de naissance allègue qu'Obama est né en république du Kenya en 1961, bien que la république du Kenya n'ait été fondée que le 12 décembre 1963. Le faux certificat kényan contenait également un sceau qui lisait l'Australie du Sud, affirmant en outre son manque d'authenticité. Il n'y a aucune raison ni aucun précédent pour qu'un certificat de naissance de la république du Kenya porte un sceau d'Australie du Sud. Sa sœur Auma (entre autres) l'a condamné pour avoir promu la théorie.